# Jardin du Ranelagh
Pour les articles homonymes, voir Ranelagh.
Le jardin du Ranelagh est un espace vert du 16e arrondissement de Paris, en France.

## Situation et accès

Plan du jardin.

Depuis la rue de Passy (La Muette-Boulainvilliers), le jardin est accessible à l'est par la chaussée de la Muette. S'y déploient l'avenue Ingres au sud et l'avenue Prudhon au nord, lesquelles sont reliées par l'avenue Raphaël à l'ouest, selon une voie méridienne.
Son théâtre de marionnettes est réputé. Sur sa bordure occidentale se trouve le musée Marmottan Monet. Les rues immédiatement attenantes au jardin sont aussi connues pour comporter la plus grande concentration d'ambassades et d'institutions internationales de Paris avec celles attenantes au parc Monceau, en faisant un lieu fréquenté par les diplomates. En effet, les ambassades du Gabon, d'Afghanistan, de Madagascar, d'Inde et du Soudan, ainsi que l'OCDE (château de la Muette) ont une entrée donnant sur le jardin. De nombreuses autres ambassades et délégations auprès de l'OCDE se trouvent par ailleurs dans le quartier.
Fait rare pour un parc parisien, il est ouvert au public en permanence, même la nuit ; il n'est en effet pas clôturé. Son isolement relatif, dans l'ouest du 16e arrondissement et à proximité du bois de Boulogne, en limite cependant de facto la fréquentation aux riverains.
En plus des accès principaux à chaque coin que forme le triangle du jardin (chaussée de la Muette, avenue Ingres et avenue Raphaël), il existe des accès secondaires : boulevard de Beauséjour par trois accès piéton et un couloir souterrain, rue Louis-Boilly à l'ouest et, au nord-est, rue Alfred-Dehodencq.
Le site est desservi par la ligne 9 aux stations La Muette et Ranelagh. La gare de Boulainvilliers (RER C) est également située à proximité.

## Origine du nom
Il est nommé d'après Lord Ranelagh (1641-1712), homme politique et diplomate irlandais.

## Histoire du jardin
Il s'agit d'un jardin à l'anglaise aménagé en 1860 par l'ingénieur Adolphe Alphand, principal concepteur des parcs et espaces boisés parisiens à l'époque haussmannienne. Il doit son nom à un bal initié quasiment un siècle plus tôt dans les jardins du château de la Muette voisin, alors bien plus vastes qu'aujourd'hui.

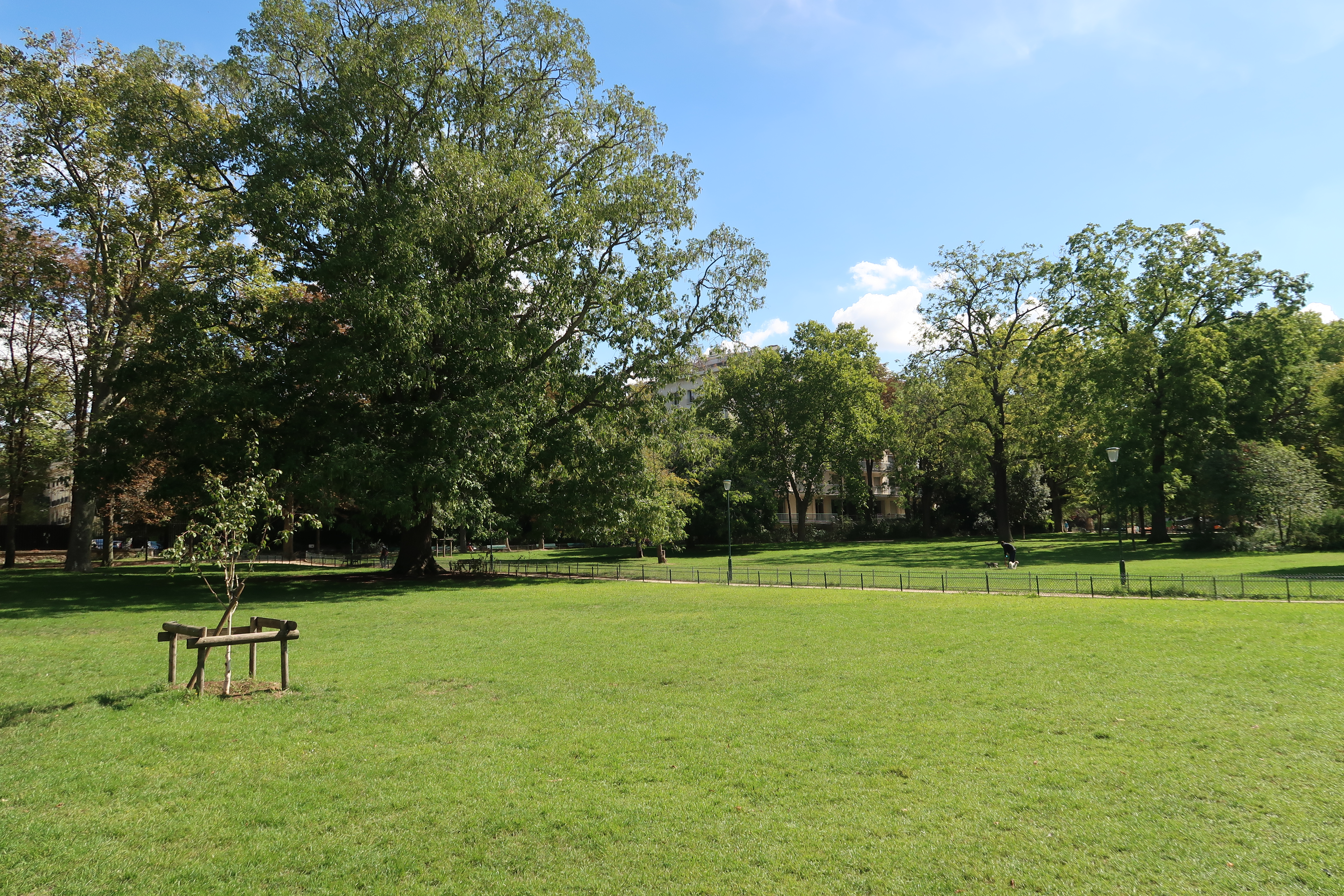
Pelouse du jardin.
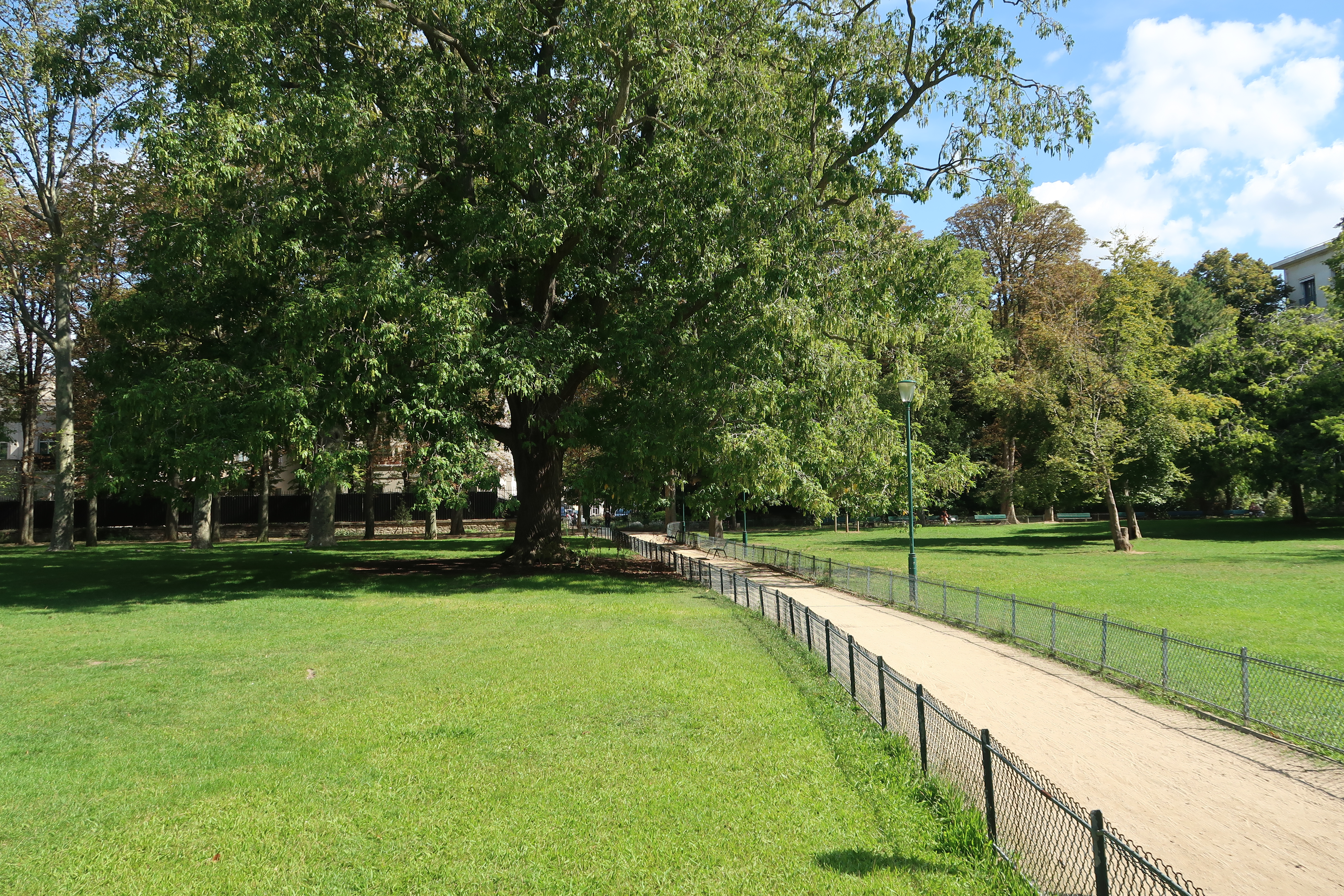
Allée.

### Le bal du Ranelagh
Le « petit Ranelagh » est un lieu à la mode à la fin du XVIIIe siècle. Il ouvre le 25 juillet 1774 dans les jardins du château de la Muette, alors dans la banlieue de Paris, Passy n'ayant pas encore été rattaché à Paris. Son créateur est Morissan, un garde de la barrière de Passy ; le prix d'entrée est de 24 sous. Morissan obtint du maréchal de Soubise la permission de faire enclore le terrain, alors consacré à la danse, sur les jardins du château et d'y faire construire un café et un restaurant, à l'imitation des jardins créés par Lord Ranelagh dans sa propriété de Chelsea, à Londres, les Ranelagh Gardens (en), ouverts depuis 1742.

Jardins du Ranelagh de Chelsea à Londres
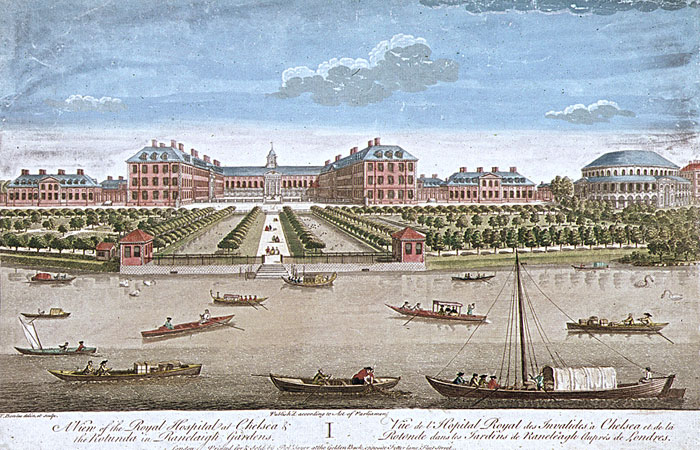
Vue de l'hôpital royal des Invalides à Chelsea et de la rotonde dans les jardins du Ranelagh auprès de Londres (1749).
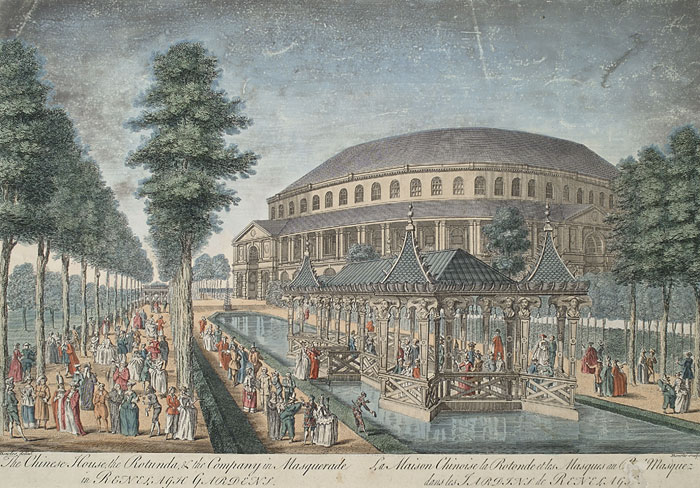
La Maison chinoise, la rotonde et les masques du bal masquez dans les jardins du Ranelagh (1754).
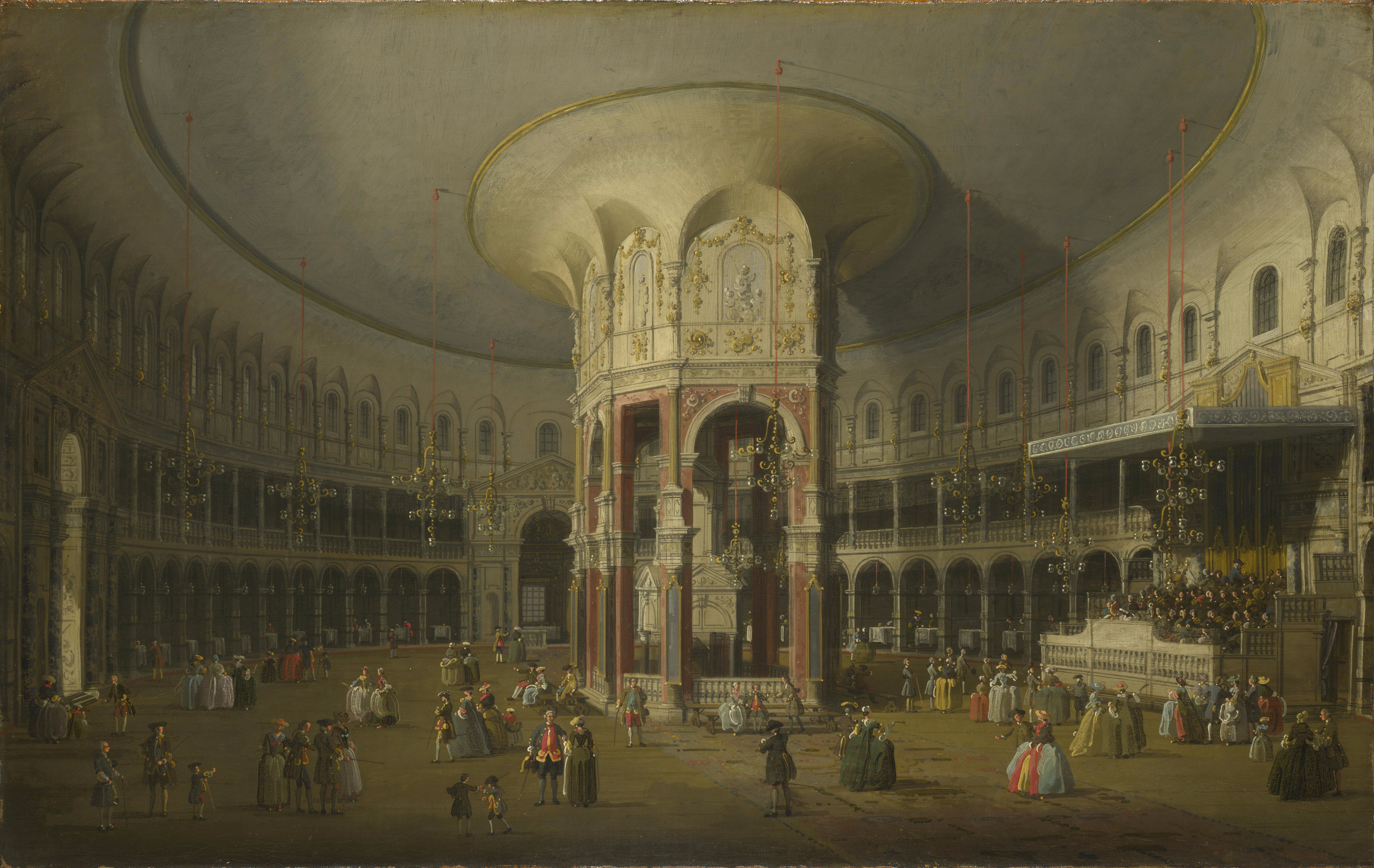
La rotonde des jardins du Ranelagh de Londres peint par le Canaletto (1754).

Pendant la Révolution française, le parc devint un haut lieu de la culture muscadine et de la contre-révolution, après que, le 20 juin 1790, le premier anniversaire du serment du Jeu de paume y fut célébré, lors d'un banquet auquel participèrent Danton et Robespierre. Son succès ne se démentit pas pendant le Consulat et l'Empire.
Le bal fut réquisitionné par les détachements russes pendant l'occupation de Paris en 1814-1815, et la salle de bal fut transformée en écurie puis en hôpital.
En 1818, un ouragan fit s'effondrer les bâtiments du bal. Le lieu retrouva un certain succès dans les années 1830, quoique les extravagances des années passées ne fussent plus de mise.

### Le jardin public parisien

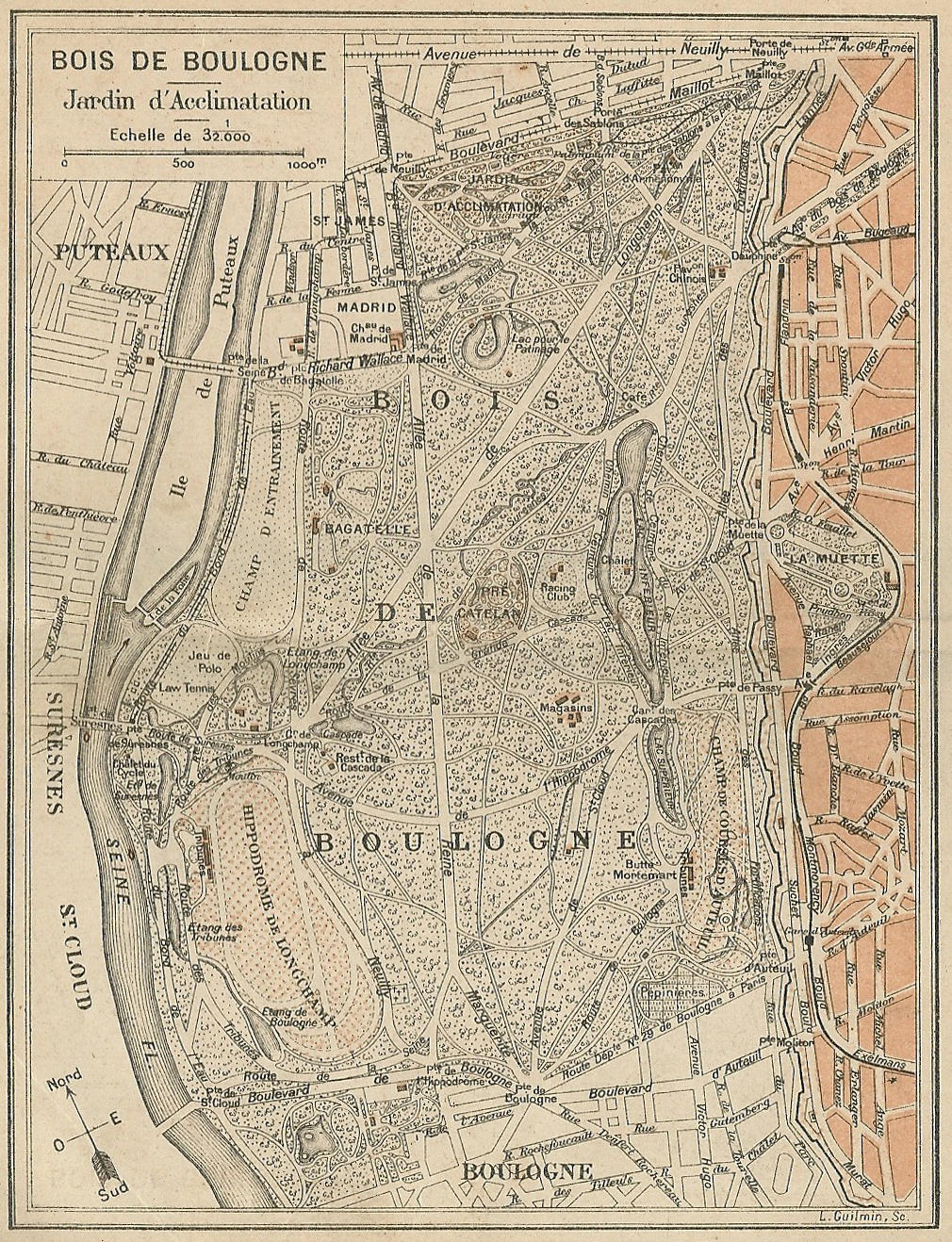
Carte du bois de Boulogne entre 1905 et 1921. Au milieu à droite, le domaine de la Muette jouxte alors le jardin du Ranelagh.

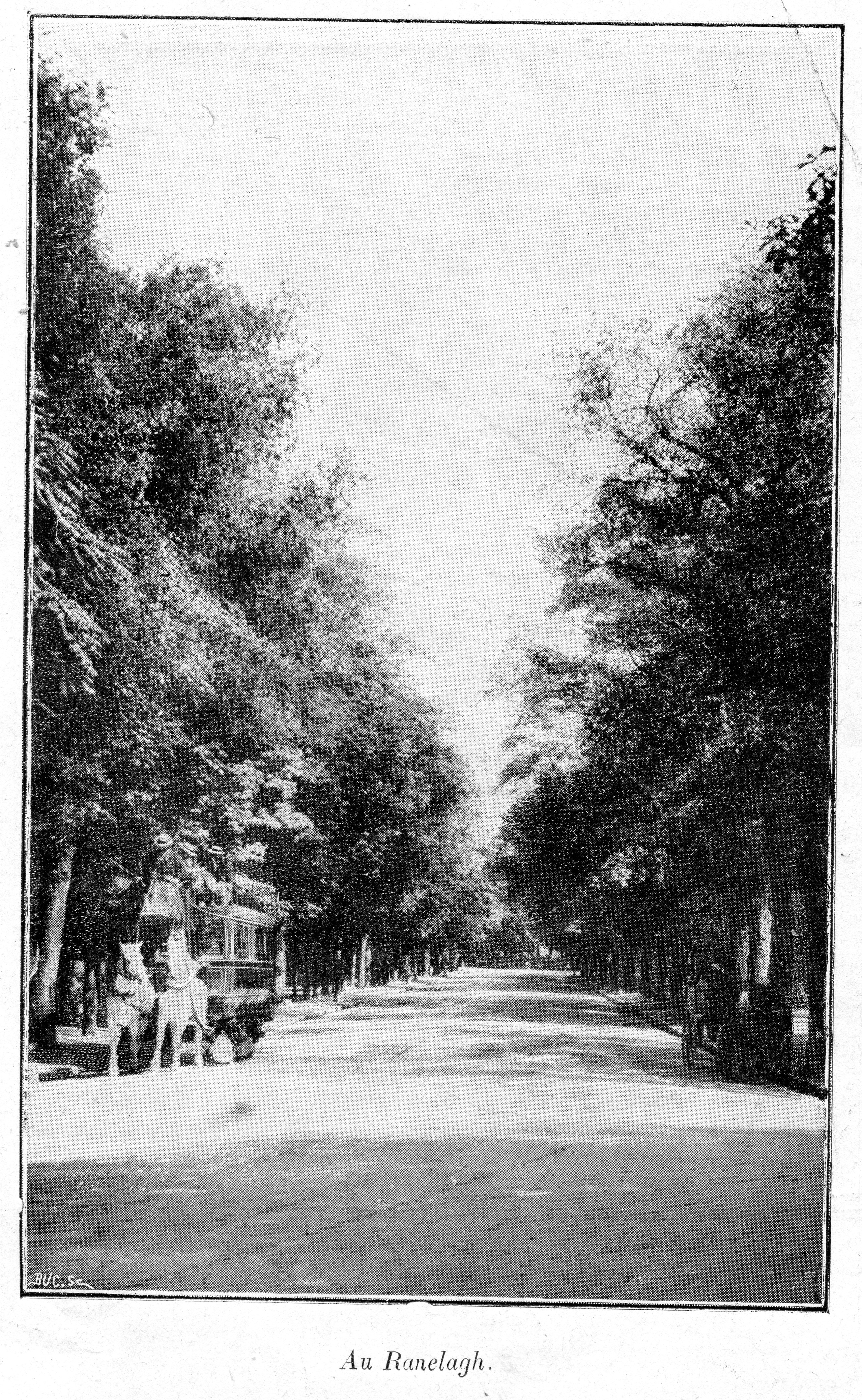
Vue de 1897.

L'actuel jardin public de six hectares est aménagé en 1860 sous la direction du baron Haussmann, conservant le nom de l'inspirateur du bal qui s'y déroulait. Il prolonge et remanie la chaussée et le parc de la Muette. Formant un triangle, le jardin est agrémenté au fil du temps de nombreux groupes sculptés (cf. la section dédiée).
Le jardin était bordé :
- au nord, jusque vers 1920, par la clôture du parc du château de La Muette, ancien domaine royal qui appartenait depuis 1820 au facteur de pianos et de harpes Sébastien Érard puis à ses héritiers. Un quartier résidentiel s'étend sur la partie sud de l'ancien parc, lotie. Au nord se trouve le siège de l'OCDE, dans le château, reconstruit dans l'entre-deux-guerres ;
- sur son côté sud, jusqu'en 1985, par la ligne de chemin de fer de la Petite Ceinture, dont la gare de Passy-la-Muette desservait le jardin (une passerelle le reliait par ailleurs au boulevard de Beauséjour[4]). Depuis 2007, la Petite Ceinture du 16e est ouverte aux piétons. À cette occasion, de nouvelles essences y sont plantées.

En octobre 1896, à l'occasion de la visite en France du couple impérial russe, Nicolas II et Alexandra, un pavillon-débarcadère éphémère est érigé sur 160 mètres le long des voies de la Petite Ceinture du 16e, de la gare jusqu'au niveau de l'intersection du boulevard de Beauséjour et de la rue du Ranelagh. Le tsar arrivait d'un train spécial depuis Cherbourg, ayant été accueilli entre-temps par le président de la République française Félix Faure gare de Versailles-Chantiers. Le cortège traverse ensuite une allée aménagée dans le jardin du Ranelagh (passant par le croisement de l'avenue Ingres, de l'avenue Prudhon puis par l'avenue Raphaël), longeant le bois de Boulogne jusqu'à la porte Dauphine, empruntant par la suite l'avenue du Bois (actuelle avenue Foch), le trajet devant les conduire à l'ambassade de Russie,,.
Dans le jardin se trouvent un théâtre de marionnette (ouvert de mars à novembre, sauf en août, et qui accueillit notamment le clown Buffo) ainsi qu'un manège, plus à l'ouest, qui compte parmi les plus anciens de Paris. Avec des chevaux de bois, il fonctionne toujours à la manivelle. Une rotonde est située à l'emplacement d'un ancien kiosque à musique. Plusieurs pelouses sont libres d'accès. Certains jours, le jardin du Ranelagh propose aussi des promenades à poney. Il dispose d'un snack-buvette, de quatre tables de ping-pong, d'une toilette publique, de trois points d'eau potable, de trois aires de jeu pour enfants, d'un bac à sable, de cinq tables de pique-nique et de quatre brumisateurs.
Parmi les arbres du jardin, on compte trois marronniers centenaires, des frênes, des hêtres, trois noisetiers de Byzance (l'un d'eux ayant été planté en 1840), un virgilier (haut de 18 mètres et planté en 1909) ainsi qu'un Cladastris tinctoria (haut de 10 mètres et planté en 1924),,.
Le jardin rend hommage à plusieurs personnalités à travers des voies piétonnes (voir la carte dans la section « Situation et accès ») : l'allée Pilâtre-de-Rozier est nommée depuis 1931 en mémoire du scientifique Jean-François Pilâtre de Rozier (1754-1785), l'allée Jean-Sablon depuis 2003 de l'auteur Jean Sablon (1906-1994), l'allée Davia depuis 2011 de la chanteuse Davia (1898-1996), ces deux derniers ayant été amis, et l'allée Avril-de-Sainte-Croix depuis 2015 de la féministe Adrienne Avril de Sainte-Croix (1855-1939).

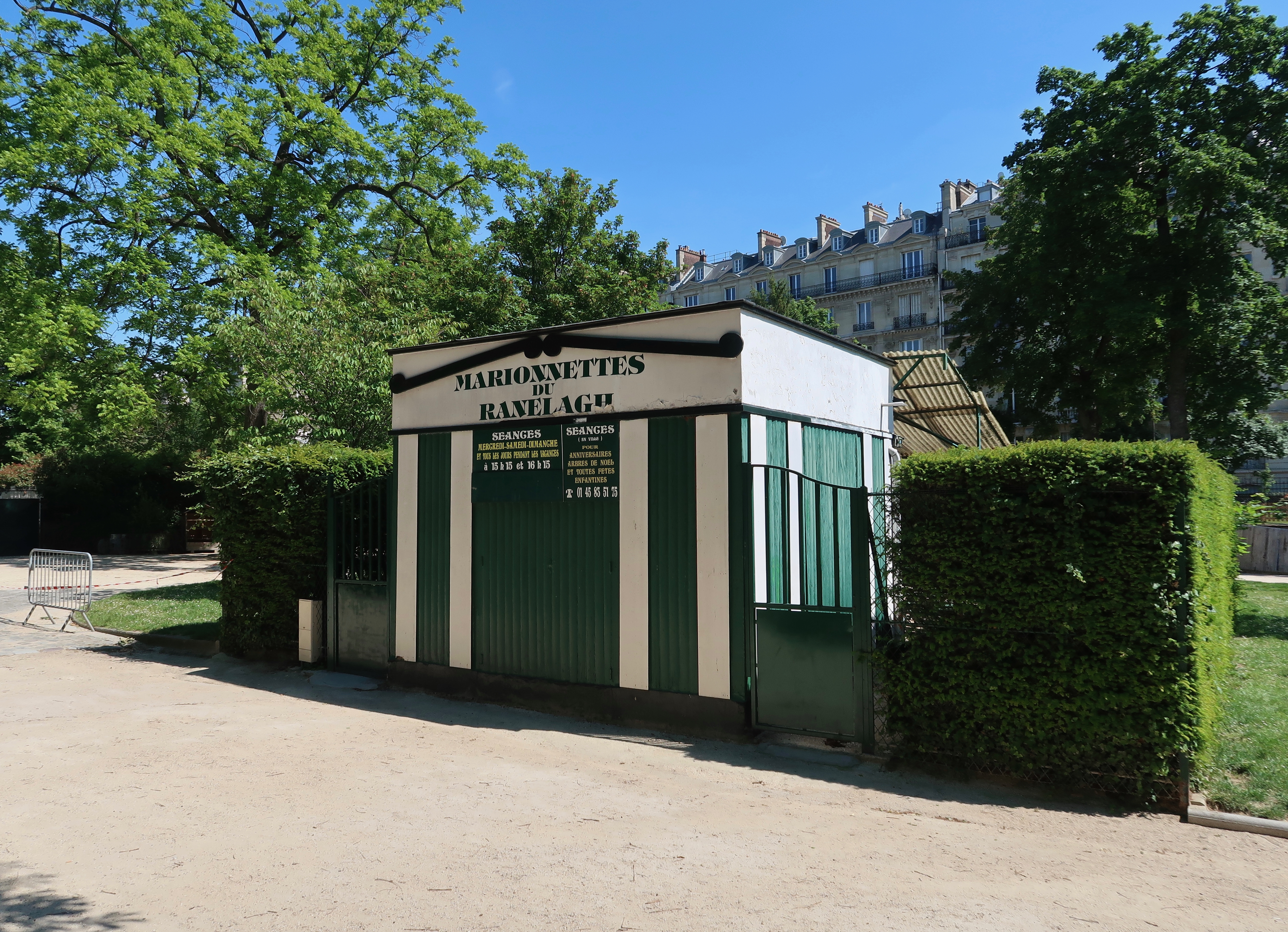
Théâtre de marionnettes du Ranelagh.
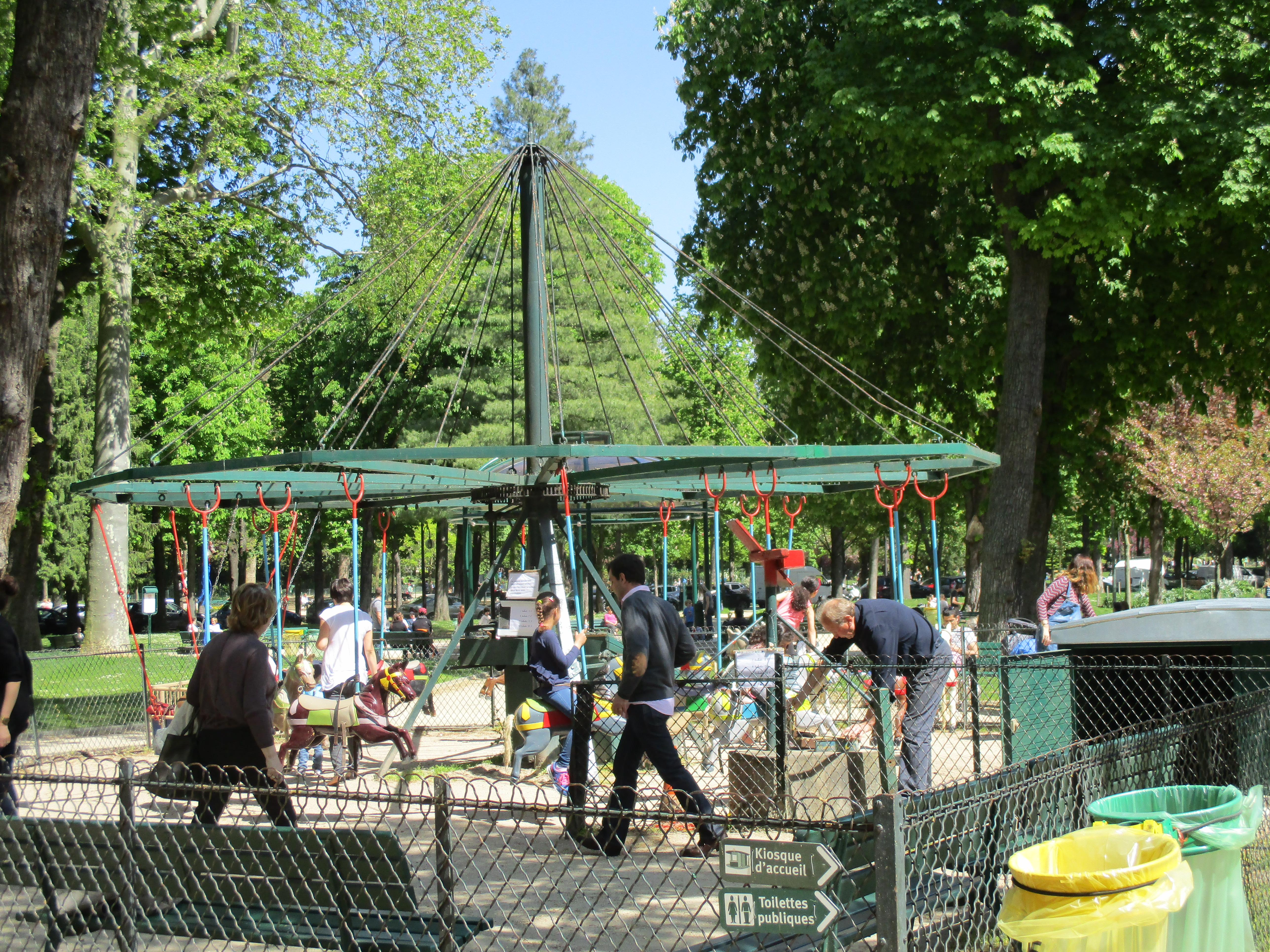
Manège du Ranelagh.
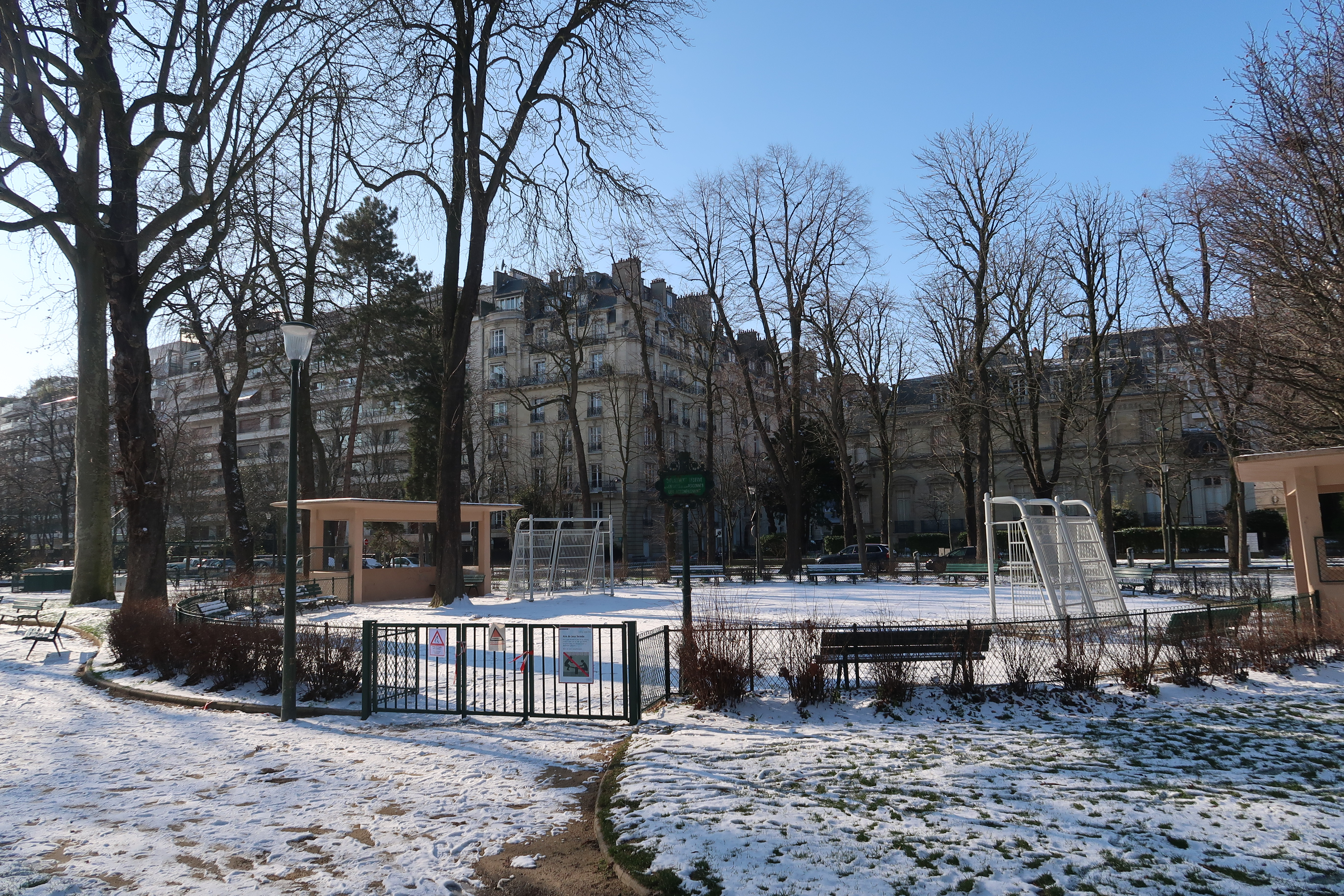
Terrain de jeu sous la neige.
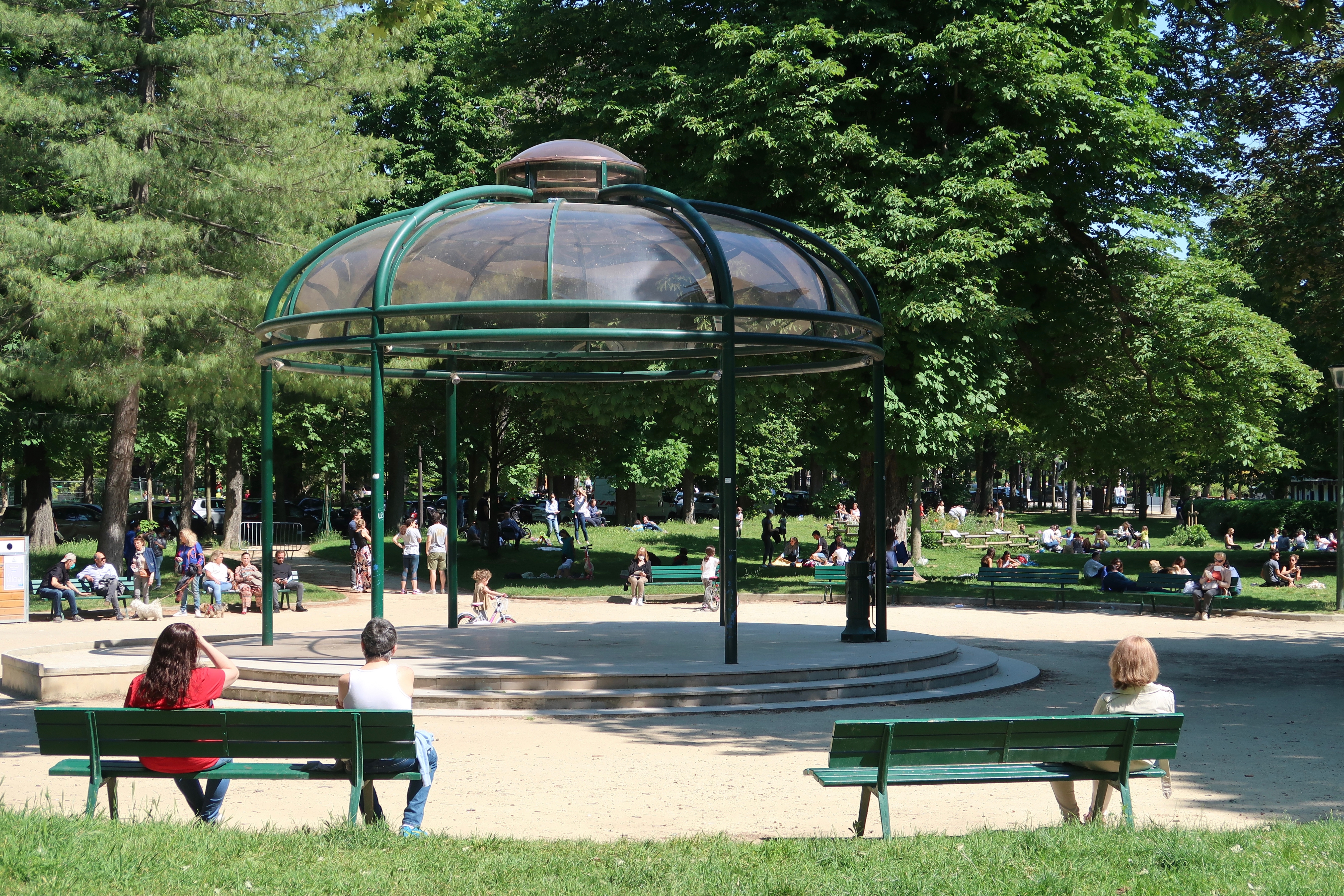
Rotonde et aire de jeu pour les enfants.

## Statuaire

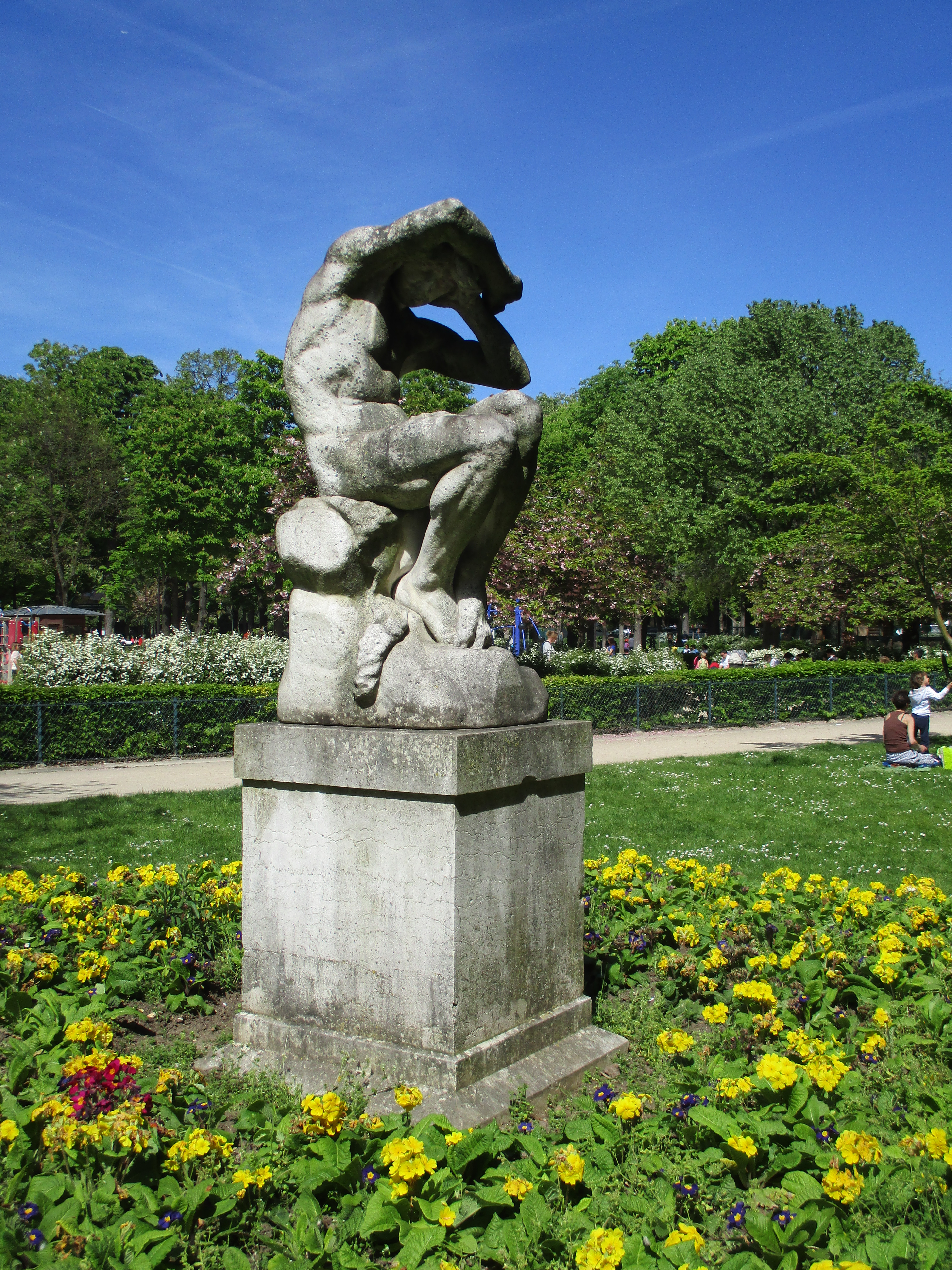
Caïn par Joseph-Michel Caillé (1871).
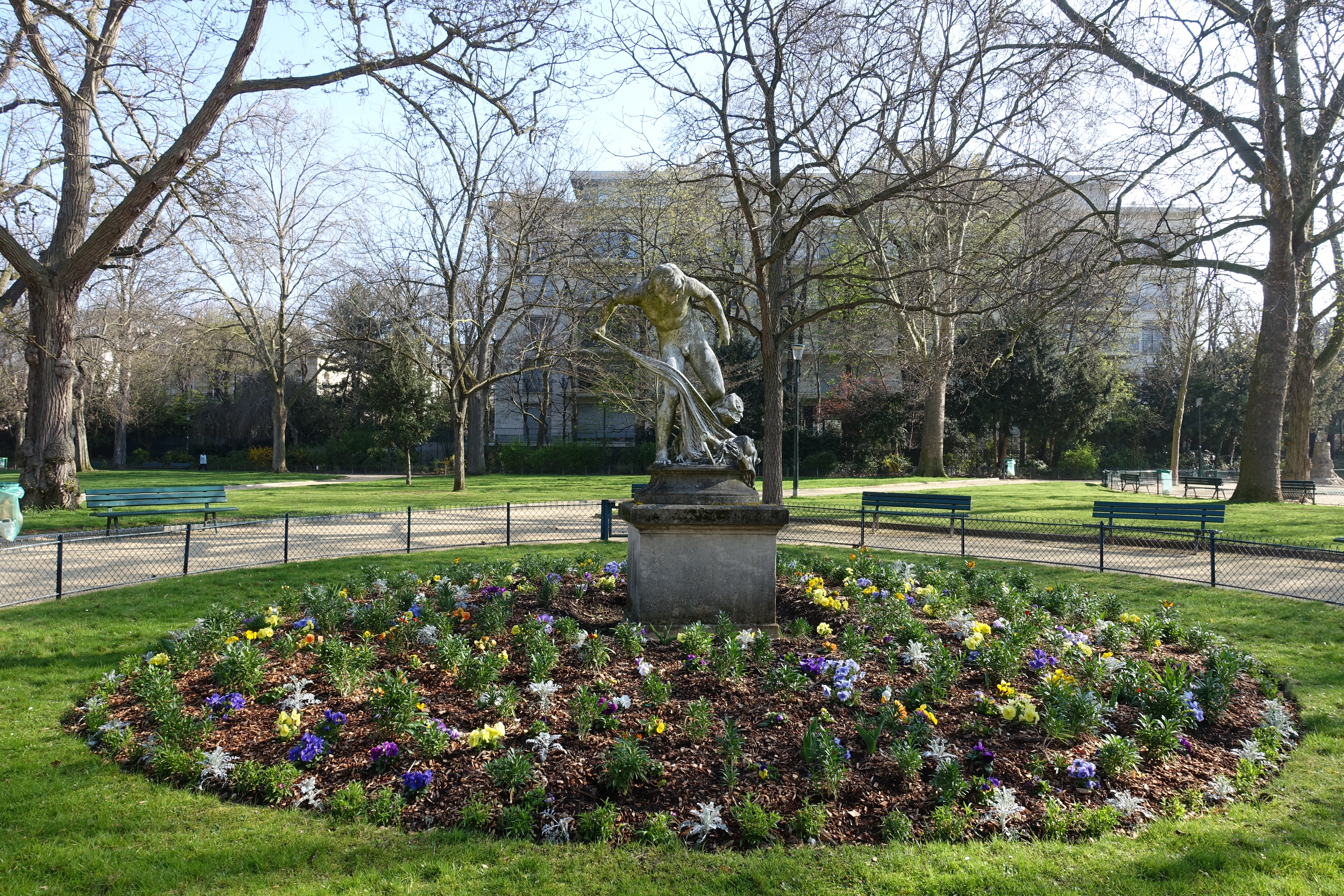
Aire de détente autour du Pêcheur ramenant dans ses filets la tête d'Orphée (1882), par Léon-Eugène Longepied.
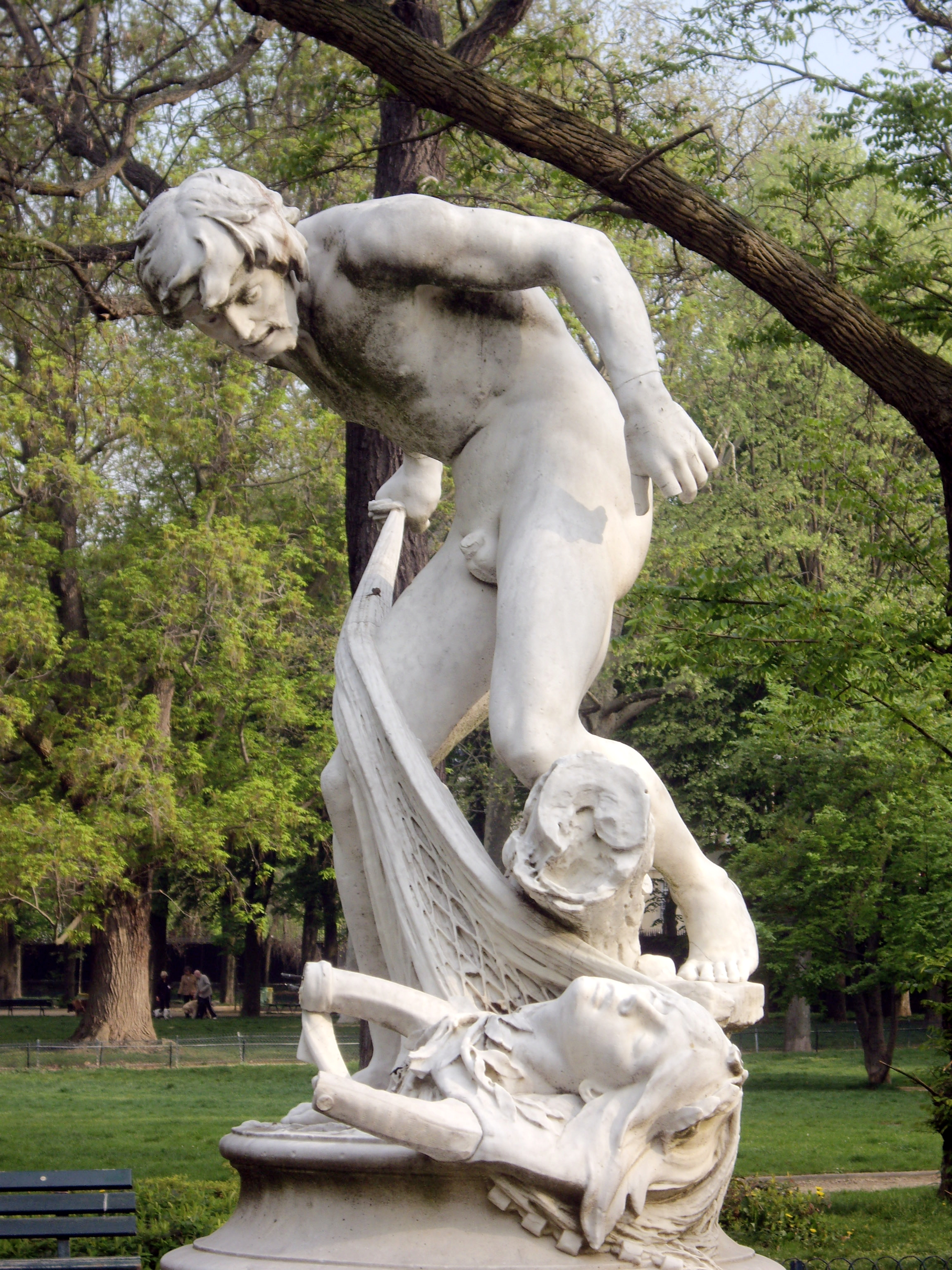
Détail de la statue de la photographie précédente.
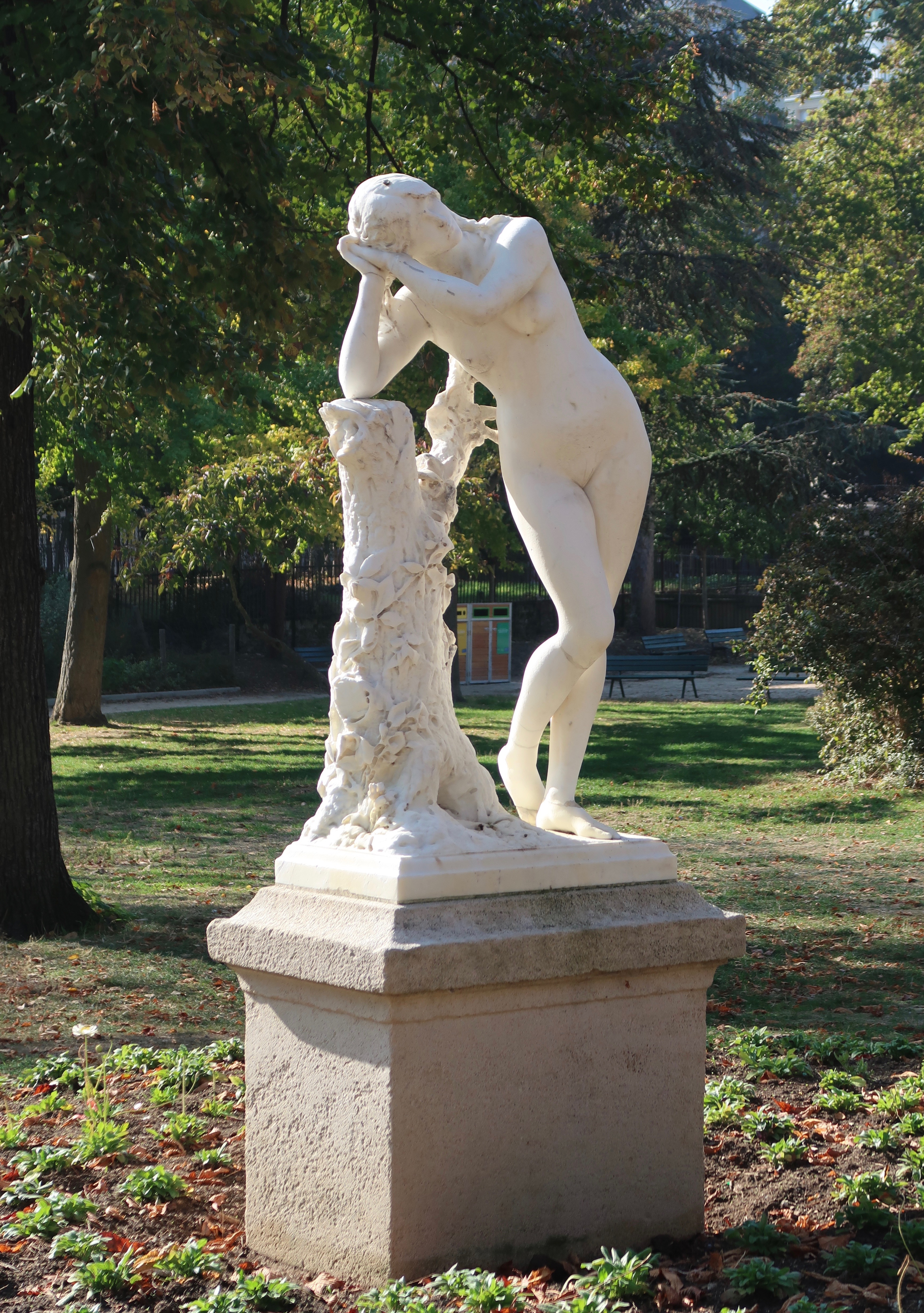
Méditation par Tony Noël (1882).
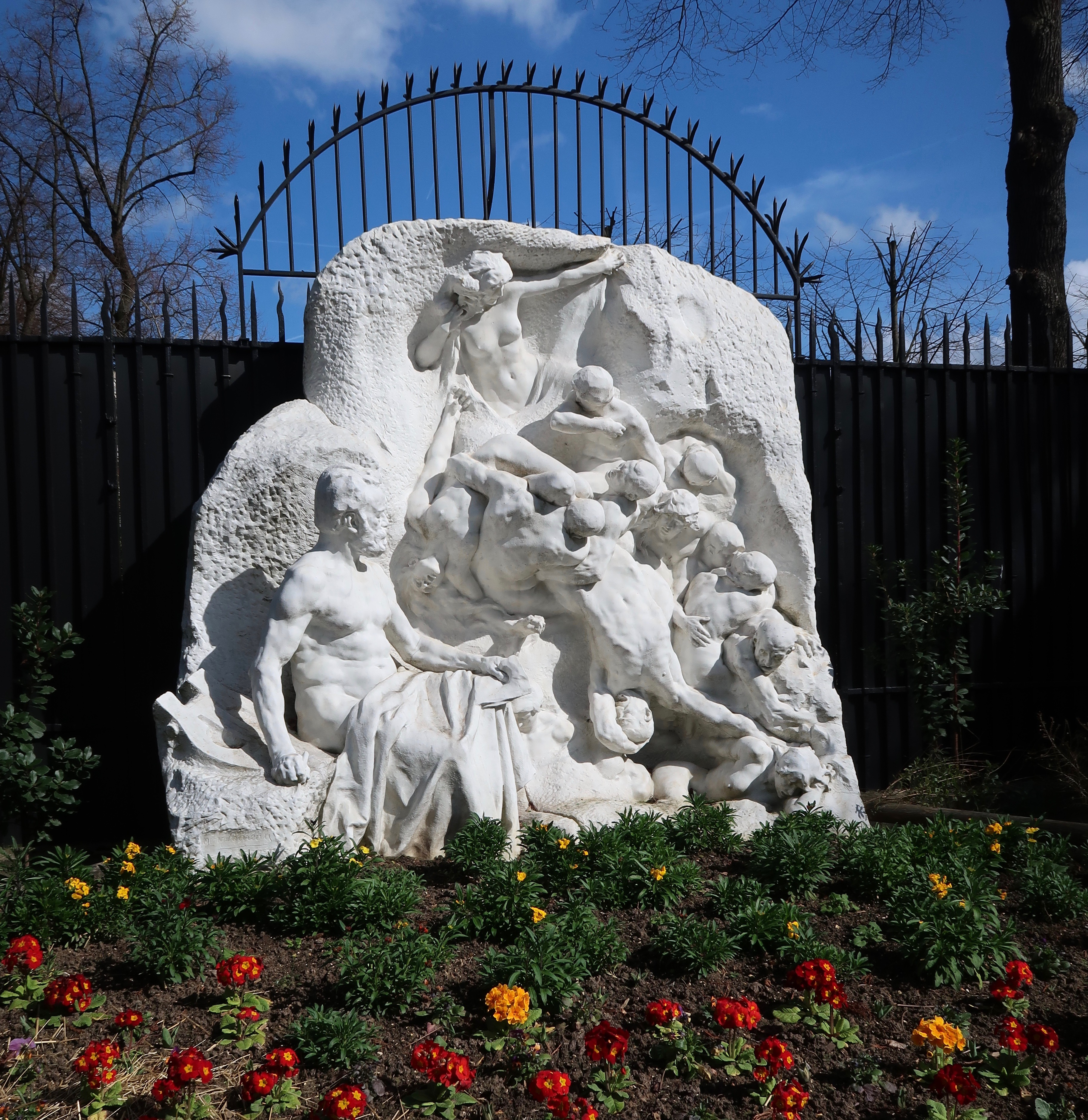
Vision du poète par Georges Bareau  (1902).

Le jardin abrite de nos jours cinq statues, les plus anciennes étant le marbre Caïn par Joseph-Michel Caillé (1871), le marbre Pêcheur ramenant dans ses filets la tête d'Orphée (1882) par Léon-Eugène Longepied, le marbre Méditation par Tony Noël (1882) et Vision du poète (1902), haut-relief en marbre par Georges Bareau en hommage à Victor Hugo.
Plus récent, le Monument à La Fontaine en bronze par Charles Correia (1984) figure le poète avec le corbeau et le renard à ses pieds. Il remplace un autre monument qui rendait hommage au même endroit à l'homme de lettres, réalisé en 1891 par le sculpteur Alphonse Dumilatre et fondu sous l'Occupation allemande en 1942, dans le cadre de la mobilisation des métaux non ferreux ; cependant les soubassements (avec le banc de pierre) ont été conservés. En bronze également, L'Amour fugitif (1877) d'Ernest Damé est fondu la même année,. Hormis le monument à La Fontaine, réaménagé depuis, le jardin du Ranelagh compte actuellement deux socles en pierre non surmontés de statue (un vers La Muette, l'autre vers l'avenue Raphaël) ; l'un devait accueillir L'Amour fugitif et l'autre une sculpture non identifiée. En septembre 2020, sur le socle situé près de La Muette, l'artiste toulousain James Colomina installe « sauvagement » une sculpture de résine rouge, intitulée Attrape-cœur, finalement volée quelques jours après.
À la demande de l'ambassade de Madagascar située à proximité, une stèle commémorative célébrant la fraternité d'armes franco-malgache durant les deux guerres mondiales a été installée dans le jardin.

## Galerie du jardin

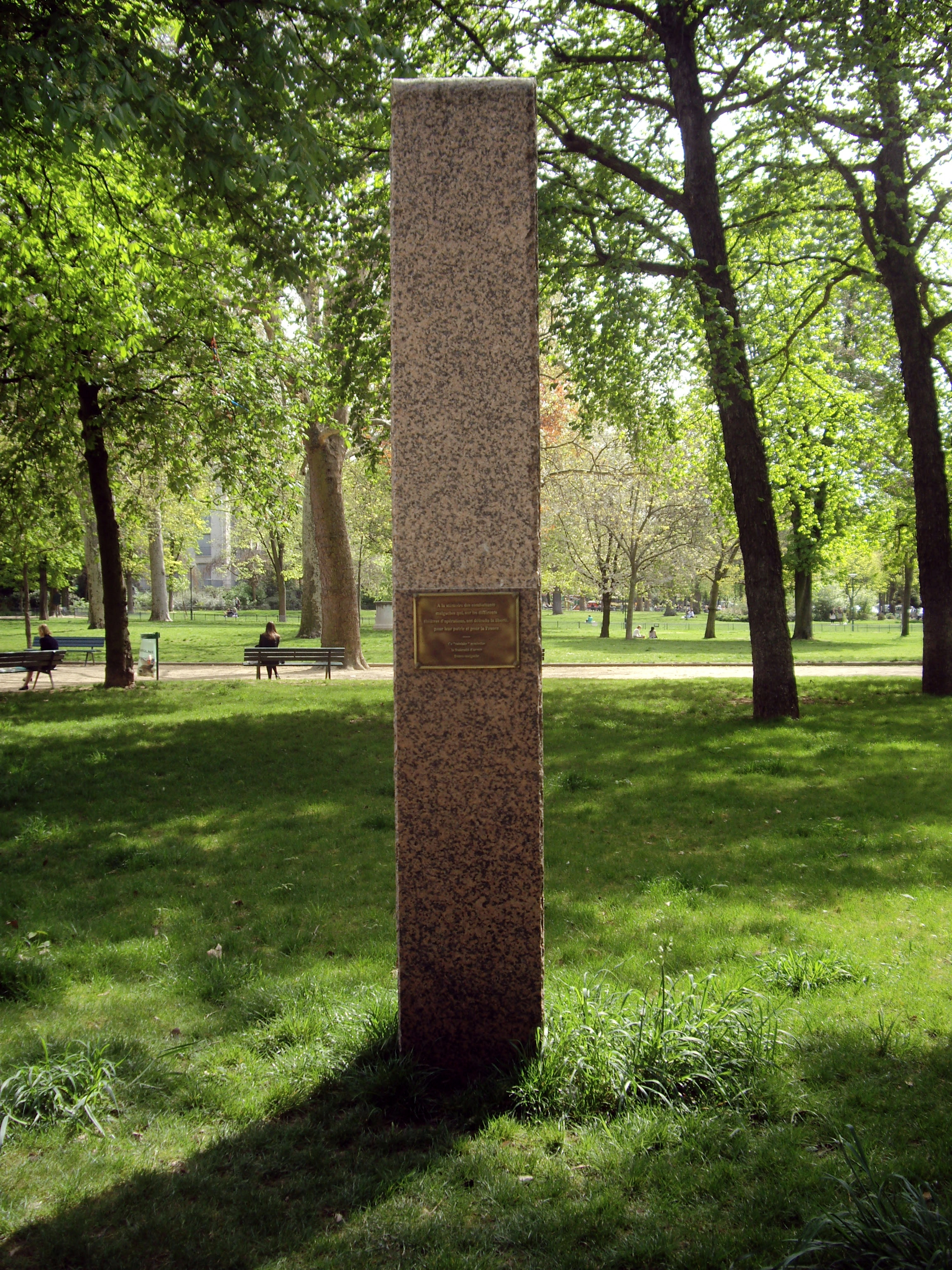
Vatolahy symbolisant « la fraternité d'armes franco-malgache », près de l'ambassade de Madagascar.
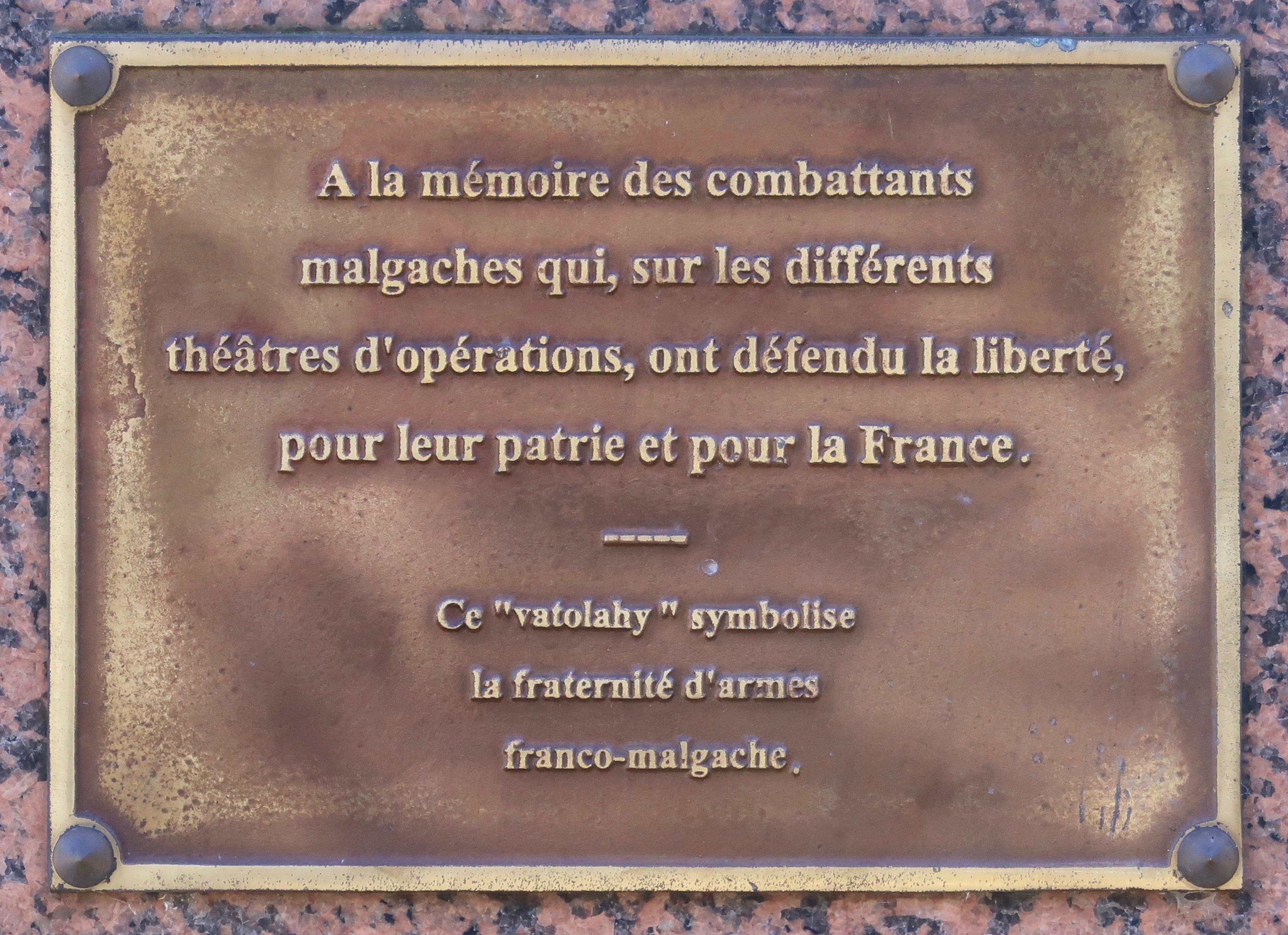
Détail de la plaque du monument précédent.
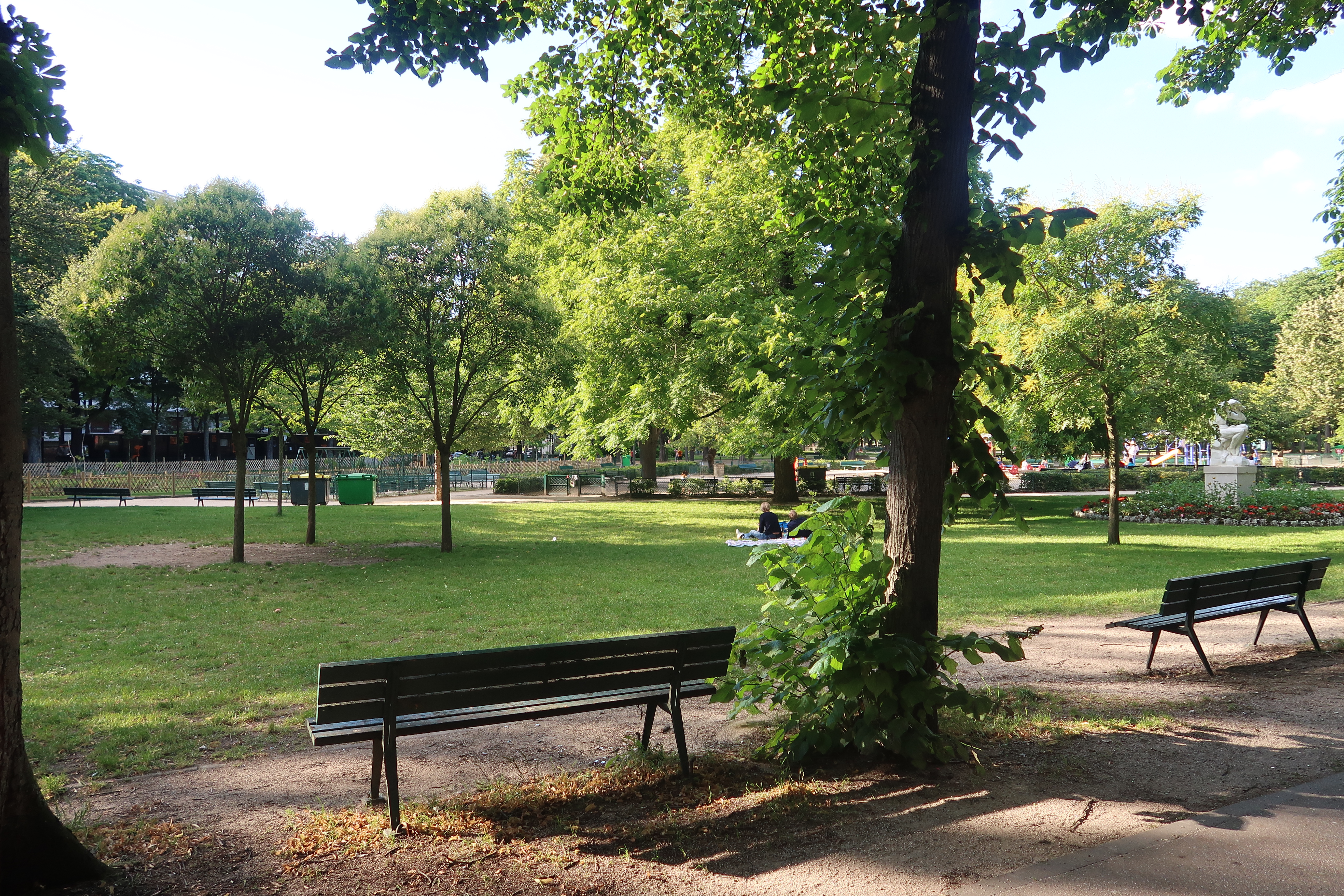
Bancs.
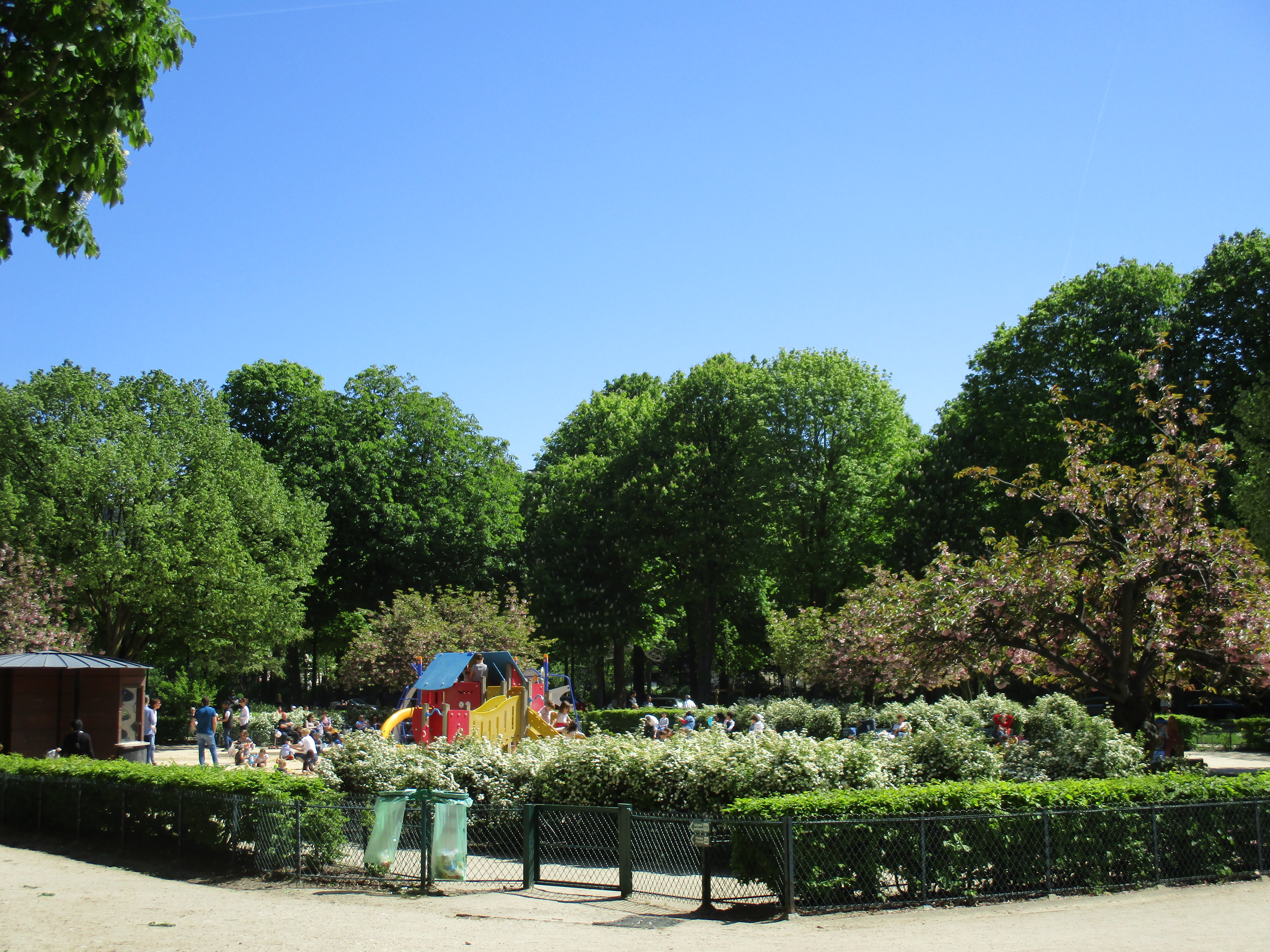
Aire de jeux pour les enfants.
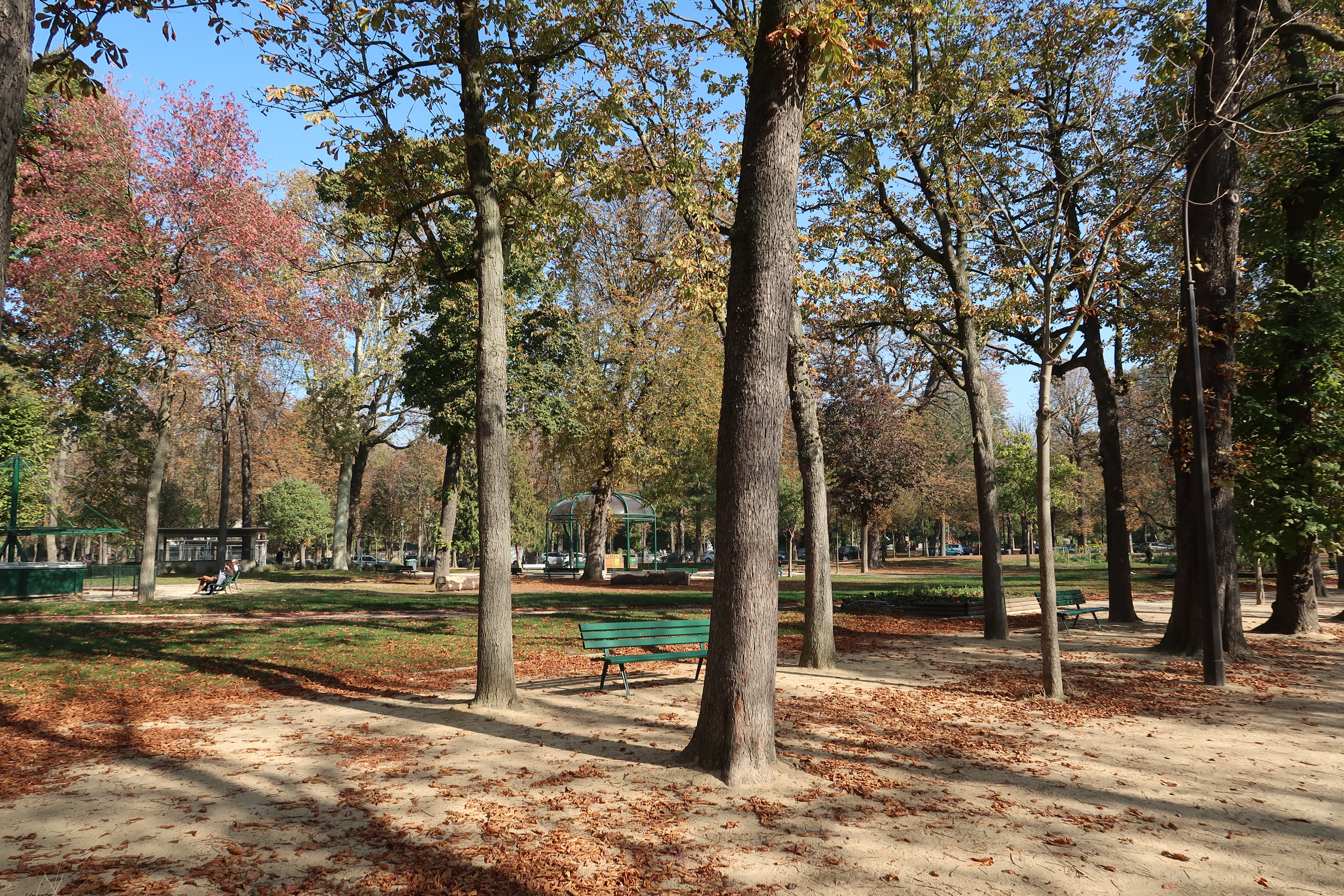
Le jardin du Ranelagh en automne.
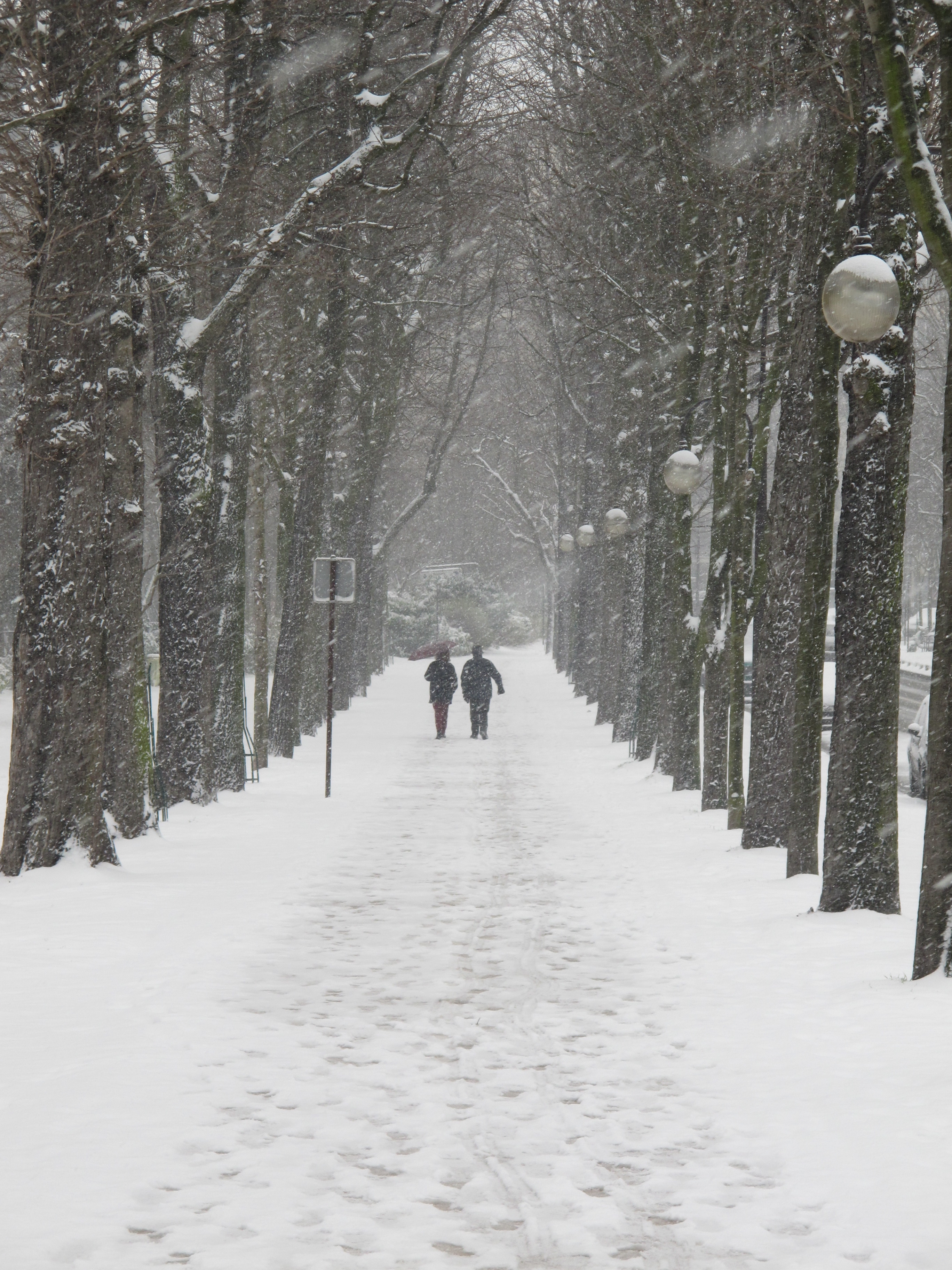
Allée du jardin sous la neige.
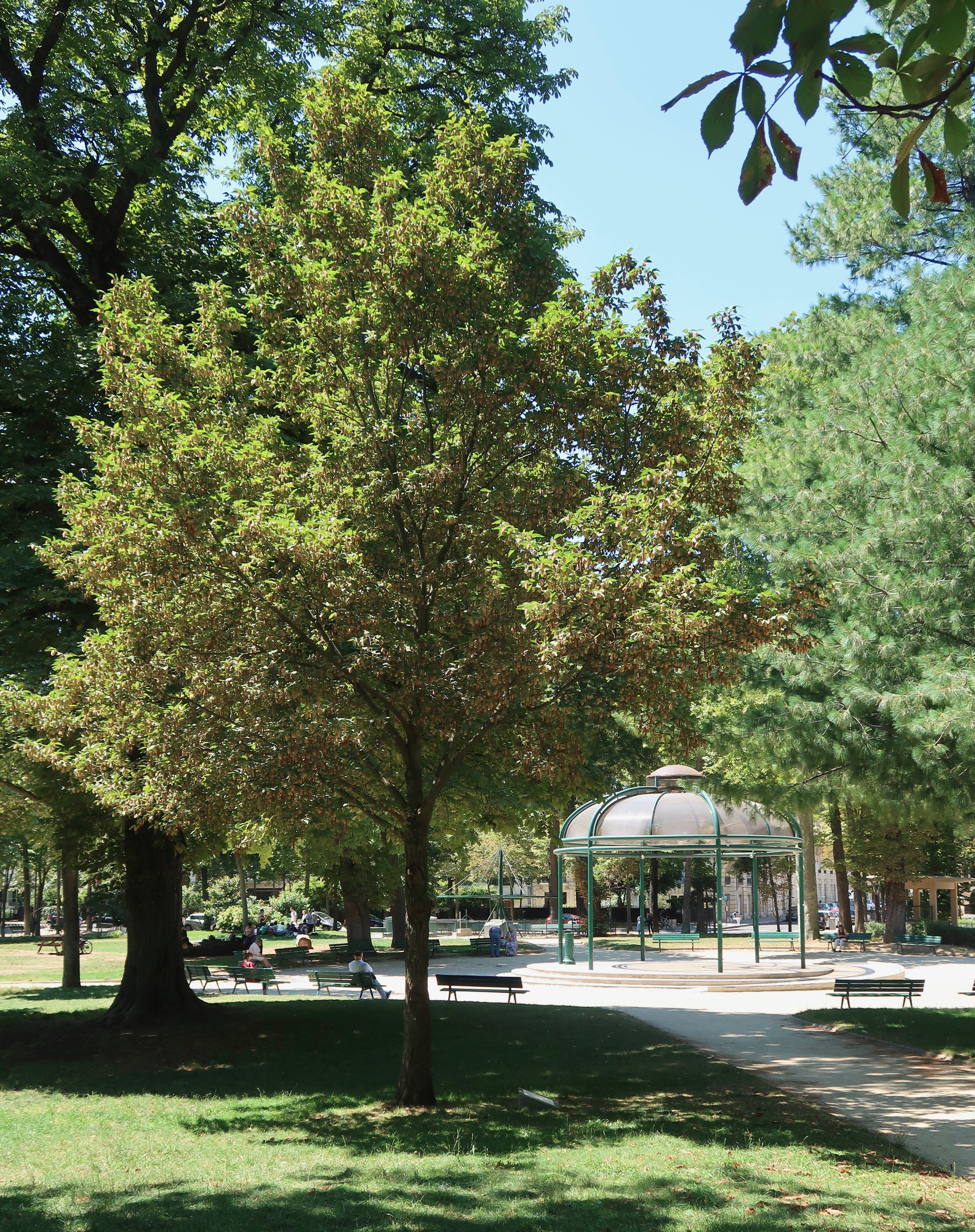
Arbre planté à l'occasion de la fête de l'Arbre 2003 par le maire Pierre-Christian Taittinger.
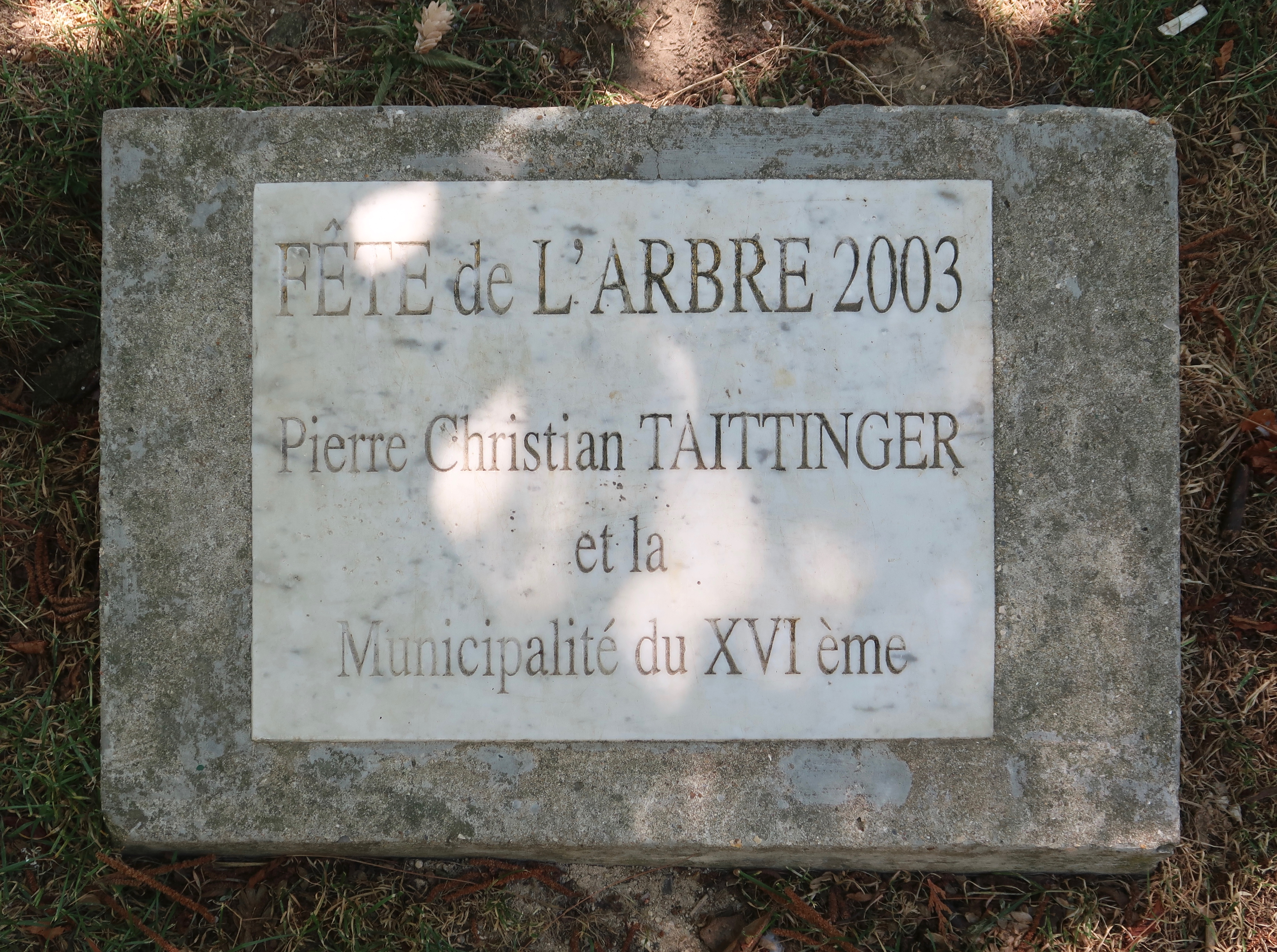
Plaque située devant l'arbre.

## Dans la culture
Littérature
Dans le roman Silbermann (1922) de Jacques de Lacretelle, une scène se déroule dans le jardin : « J'éprouvais cette disposition confuse, ce matin-là, au Ranelagh, lorsque je vis avancer, dans la même allée, Silbermann. [...] Nous étions arrivés à l'angle d'une pelouse où est érigée une statue de La Fontaine. Silbermann s'écria en la désignant : "Est-ce assez laid, ce buste que couronne une Muse ? Et ce groupe d'animaux, le lion, le renard, le corbeau, quelle composition banale ! ».
Au cinéma
Plusieurs scènes du film La Belle Personne (2008) de Christophe Honoré, avec Léa Seydoux dans le rôle-titre, sont tournées dans le jardin, dont une qui présente sa traversée jusqu'au bois de Boulogne, sur l'air du Clavier bien tempéré de Jean-Sébastien Bach (prélude BWV847).